# Zane Massey
Zane Massey (Philadelphia, 1957) is een Amerikaanse jazzmuzikant (zang, saxofoon, fluit).

## Biografie
Massey is de zoon van de jazztrompettist en arrangeur Cal Massey. Hij speelde als jeugdige in de band van zijn vader en in zijn eigen latinjazz-band Young Blood Jazz Men. Hij werkte vanaf midden jaren 1970 in New York onder andere met Earl Freeman (Soundcraft '75) en Carlos Garnett. Tijdens het volgende decennium was hij lid van Decoding Company van Ronald Shannon Jackson, waarmee hij ook optrad in Duitsland. Verder werkte hij met Erol Parker, Roy Campbell, Gerry Eastman, Kaeef Ali, Jemeel Moondoc en omstreeks 2000 in de formatie QPSM Unit (met onder andere Frank Lacy, Matthew Shipp). 
Massey trad ook op met straatmuzikanten in de New Yorkse metro-terminals en hij was medeoprichter van de muziekvereniging MUNY (Music Under New York), waaruit een reguliere band voortkwam, die speelde in het Grand Central Station en later in Europa toerde. Massey integreert in zijn jazz-georiënteerde speelwijze invloeden van hiphop, reggae en dansmuziek. In 1992 bracht hij zijn debuutalbum Brass Knuckels uit bij Delmark Records, waaraan Hideiji Taninaka, William Parker en Sadiq Abdu Shahid meewerkten. Op het gebied van jazz was hij tussen 1975 en 2001 betrokken bij 28 opnamesessies.

## Discografie
- 1994: Zane Massey & The Foundation: Soul of Grand Central (Bart)
- 1996: Safe to Imagine

- Gemeinsame Normdatei: 120884301X
- International Standard Name Identifier: 0000 0000 3846 2703
- Library of Congress Control Number: no00041835
- MusicBrainz: ae7b8204-2f8a-4179-823e-2656052ee055
- Virtual International Authority File: 43842832
- WorldCat: E39PBJdMgJ8prmcqggY48VMdcP